# 恋人よ (五輪真弓のアルバム)
『恋人よ』（こいびとよ）は、1980年9月6日にリリースされた、五輪真弓の通算11枚目のオリジナル・アルバムである。

## 解説
- キャッチコピーは「四度目のフランス録音! 新らしい五輪の世界が拡がる!」[1]
- 五輪にとって唯一のオリコン・アルバムチャート1位獲得作品となっている。
- CD盤は1982年10月1日に発売されている（35DH4）。世界で初めて発売された50タイトルのCDのうちの一つである。
- 1990年にはソニーレコードより『CD選書』の一枚としてCD化（規格品番：CSCL 1235）された。
- 1997年10月22日、MDで発売（規格品番：SRYL 7316）[2]。
- 2013年7月24日には、『名盤復刻』シリーズの一作としてBlu-spec-CD2規格で再発された（規格品番：MHCL 30124）。

## 収録曲
- 全作詞・作曲：五輪真弓、編曲：ミッシェル・ベルナルク（特記以外）

### Side A
1. 恋人よ（4:10）
編曲：船山基紀
  - このアルバムの先行シングル。
2. あなたは突然に（3:33）
3. ロマンプレイボーイ（2:42）
4. ジョーカー（3:29）
編曲：船山基紀
5. わたしの気持も知らないで（3:57）

### Side B
1. ジェラシー（3:32）
2. 想い出はいつの日も（3:40）
3. 思うままの女（2:58）
4. 春便り（3:36）
5. 愛の蜃気楼（砂の城）（3:13）
  - 1980年、木の実ナナへ提供した「砂の城」のセルフカバー。
  - ベトナムに於いて、「Sa mạc tình yêu」（ベトナム語：「砂漠の愛」）と云うタイトルでカヴァーされている。

## スタッフ
- PRODUCED BY : MAYUMI ITSUWA & RYOJI NAGAI
- PRODUCED BY : KOJI NAKASONE & RYOJI NAGAI（1,4）
- RECORDED AT:STUDIO 92 in Paris. July-August 1980
- RECORDED AT:CBS SONY SHINANOMACHI STUDIO in Tokyo. June 1980（1,4）
- RECORDING AND REMIX ENGINEER : Jean Clauds Charvier
- RECORDING ENGINEER : Tamotsu Yoshida

- PERSONAL MANAGEMENT : Ryoji Nagai (Musical Station)
- RECORDING ORGANIZER : Unlimited Music Inc.
- EXECUTIVE PRODUCER : Hiroaki Kaneko (Musical Station)